# Horloge astronomique de Saint-Omer

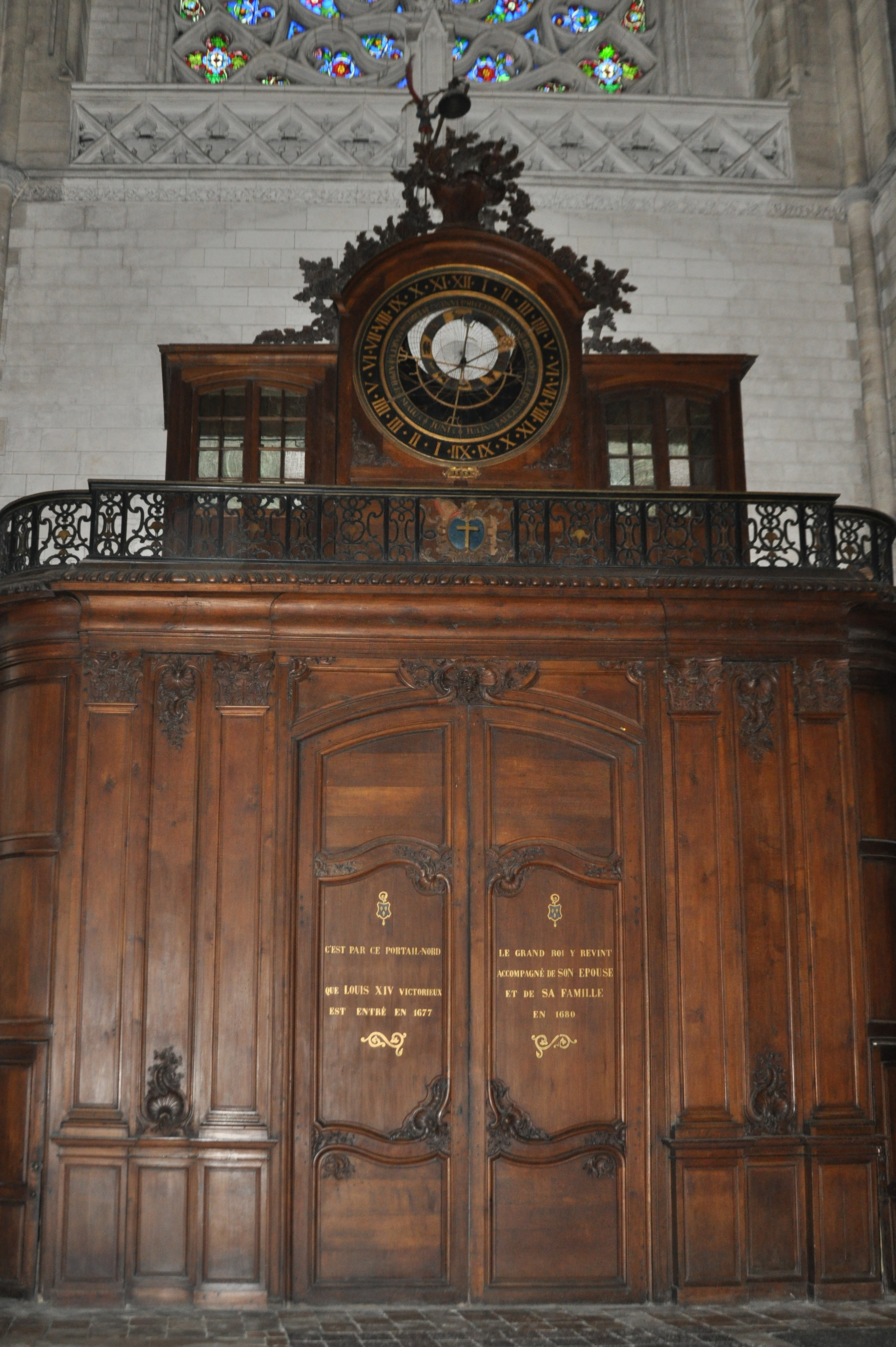
Depuis le portail du Prévôt, sise à 7.5 mètres de hauteur, l'horloge astrolabe.

L’horloge astronomique de Saint-Omer est une horloge médiévale  qui se trouve dans la Cathédrale Notre-Dame de Saint-Omer.
Magnifique et unique horloge astronomique médiévale datant d’avant 1378  et toujours en fonctionnement.  En 1555 les chanoines confient à Pierre Enguerran, horloger audomarois le soin de « faire et construire une horloge  en mettant à son profit la récupération de l’ancienne ». L’aiguille qui porte le soleil nous indique l’heure, le mois, le quantième du jour et le signe du zodiaque.  C’est aussi une horloge astrolabe qui nous donne la place, en continu, de 8 constellations. C’est aussi une horloge astrologique avec les signes du zodiaque, leurs quantième et les 12 maisons. Tout ceci avec une mécanique, multiséculaire, composée uniquement de 25 pièces en mouvement pour une horloge qui sonne les ¼  ,les ½ et les heures sur 3 cloches différentes dont une de 1618 fondue à Saint-Omer  .
Au vu de toutes les indications et du peu de pièces en mouvement, cette horloge est unique en Europe. Elle ne dérive que de 30 secondes par semaine. Afin de caler correctement cette horloge, un très grand cadran solaire a été exécuté en 1610, et porte les signes du zodiaque.
Des calculs complexes ont été nécessaires à sa réalisation et sont attribués à Gemma Frisius (1508-1555) et à son neveu et successeur Arsenius Frisius.

L'entraînement du mécanisme d'horloge était assuré par un poids; originellement un fut d'une pièce d'artillerie  de 47,2 kg suspendue à un câble enroulé sur un tambour.Initialement sa régulation était  assurée par un échappement constitué d'une roue de rencontre, un axe à palettes surmonté d'un foliot permettant un réglage par la position des masses placées sur chaque extrémité du foliot. Elles permettaient  de régler le rythme du va-et-vient . 
En 1680 un balancier a été substitué au foliot avec conservation de la roue de rencontre existante.
En 1894  la roue de rencontre est remplacé par un échappement à demi-aiguiles. 
Les heures sont sonnées sur une cloche de 1618, les  demi-heures sur un timbre,  les quarts et trois-quarts par une clochette. 
L'astrolabe fonctionne avec cinq rouages dont trois solidaires de l'aiguille des heures, de l'araignée, de la lune, les deux derniers sont alloués aux satellites un et deux.
Trois mouvements concentriques animent le cadran : celui des heures qui fait un tour en 24 heures , celui de l’araignée qui fait un tour en 365 jours, celui de la lune qui fait un tour en 29.5 jours . 
Le mouvement de l’horloge est transmis au rouage solidaire des aiguilles des heures avec 168 dents qui effectue sa rotation en 24 heures un septième de 168. Il supporte les axes des satellites de 52 dents et 100 dents. Leurs axes effectuent une rotation en 24 heures.